# シリグリ回廊
シリグリ回廊（シリグリかいろう、英語: Siliguri Corridor）は、インド東北部西ベンガル州に位置する回廊地帯。名前は、同地帯の代表的都市であるシリグリより名付けられた。

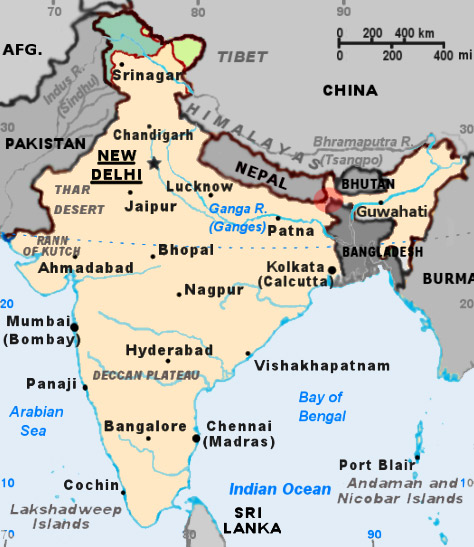
赤い部分がシリグリ回廊

## 概要
最狭部約32 kmのシリグリ回廊には、ネパール・中華人民共和国・ブータン・バングラデシュの4か国が接している。独立運動や周辺国の武力侵攻により仮にインドが回廊の支配権を失った場合、広大な東北部の領土（イギリスと同程度の面積に4,500万人が居住する7姉妹州）が孤立してしまうため、地政学的に重要視される地域となっている。

## 歴史
1947年、ベンガル分割によってシリグリ回廊が誕生した。
1962年、シッキム王国とブータンの間の中国が実効支配するチュンビ谷を巡り、中印国境紛争が発生した。
1975年、回廊北部に位置したシッキム王国がインドに併合されてシッキム州になった。
1980年、インドとバングラデシュの間でシリグリ回廊の代替路となるテトゥリア回廊の建設が提案された。しかし現在でも交渉の初期段階に留まっている。
2002年、インド、バングラデシュ、ネパール、ブータンの4か国の間で、回廊で自由貿易を行う計画が議論された。
2017年6月、中国が侵略し、一方的に道路建設を開始した。
現在この地域では緊張が高まっており、インド陸軍やアッサム・ライフル部隊、国境警備軍、西ベンガル警察が頻繁に警備している。近年ではバングラデシュ反政府軍や、ネパールの毛沢東思想反乱軍が行き交っている。麻薬や兵器の取引も盛んである。